# Doryphora sassafras
Doryphora sassafras là một loài thực vật có hoa trong họ Atherospermataceae. Loài này được Endl. miêu tả khoa học đầu tiên năm 1837.